# 호르센스시

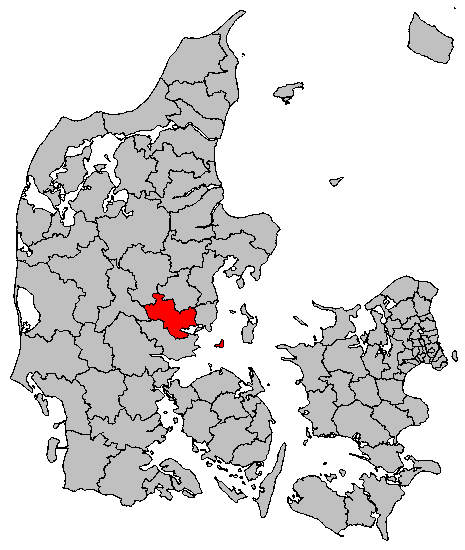
호르센스 시의 위치

호르센스시(덴마크어: Horsens Kommune)는 덴마크 셸란 지역에 위치한 지방 자치체로 행정 중심지는 호르센스이며 면적은 524.21km2, 인구는 85,911명(2014년 4월 1일 기준)이다. 윌란반도 동부 연안에 위치한다.